# Комплекс виробництва олефінів в Юйлінь (Yanchang)
Комплекс виробництва олефінів в Юйлінь (Yanchang) — китайське виробництво вуглехімічної промисловості на крайній півночі провінції Шеньсі, за 600 км на південний захід від Пекіна, головним власником якого є компанія Shaanxi Yanchang Petroleum.
На початку 2010-х років зростаючий внутрішній попит на полімери привів до появи в китайській вуглехімічній промисловості нового напряму з виробництва олефінів. Одним з перших підприємств такого типу став введений в експлуатацію влітку 2014-го вуглехімічний завод компанії Shaanxi Yanchang Coal Yulin Energy and Chemical — спільного підприємства нафтодобувної та нафтопереробної Shaanxi Yanchang Petroleum (70 %) і вугледобувної China National Coal Group Corporation (30 %). Він розташований на півночі провінції Шеньсі в міському окрузі Юйлінь в повіті Цзяньбінь, де Shaanxi Yanchang Petroleum веде розробку нафтового родовища.
На заводі спочатку відбувається газифікація вугілля в синтез-газ (моноксид вуглецю + водень), з якого далі отримують метанол в обсягах 1,8 млн тонн на рік. Далі цей спирт подається у блок синтезу олефінів, здатний продукувати 300 тисяч тонн етилену та 300 тисяч тонн пропілену. Вони, в свою чергу, живлять лінії поліетилену високої щільності та поліпропілену аналогічної потужності.
Можливо відзначити, що з різницею всього у кілька днів в окрузі Юйлінь запрацював аналогічний завод з переробки вугілля у олефіни, споруджений China Coal (цього разу одноосібно, без залучення інших інвесторів, як у випадку з Shaanxi Yanchang Coal Yulin Energy and Chemical).
У 2017-му Shaanxi Yanchang Coal Yulin Energy and Chemical почала спорудження другої черги такої ж потужності — 1,8 млн тонн метанолу, 600 тисяч тонн олефінів, 300 тисяч тонн поліетилену низької щільності/етиленвінілацетату та 300 тисяч тонн поліпропілену. Його запуск планувався на 2020 рік.